# 雅舍·霍伦斯坦
雅舍·霍伦斯坦（俄语：Яша Горенштейн；1898年5月6日［儒略曆4月24日］－1973年4月2日），乌克兰出生的美国犹太裔指挥家。

## 生平
霍伦斯坦出生于俄罗斯帝国基辅（现属乌克兰）一个富裕的犹太家庭，他的母亲（玛丽·埃廷格）来自奥地利的一个拉比家庭，父亲（亚伯拉罕·霍伦斯坦）是俄罗斯人。
1906年，他家搬到了柯尼斯堡，1911年又搬到了维也纳，1916年他开始在维也纳音乐学院学习，师从约瑟夫·马克思（音乐理论）和弗朗兹·施雷克尔（作曲）。
1920年，移居柏林，担任威廉·富特文格勒的助手。1923年，指挥维也纳交响乐团首次登台；在与柏林爱乐乐团和布吕特纳管弦乐团客座演出后，1925年任柏林交响乐团指挥。因富特文格勒的推荐，1928年，他被任命为杜塞尔多夫歌剧院的首席指挥，次年成为音乐总监。因纳粹党的崛起，1933年3月31日，他被迫辞去职务并逃往巴黎。之后的几年，他漂泊各地进行指挥，包括法国、比利时、波兰、苏联、澳大利亚和新西兰（1937年）、斯堪的纳维亚（1937年）和巴勒斯坦（1938年）。
1940年，霍伦斯坦移居美国，在北美和南美间指挥，后来成为美国公民。在纽约期间，他曾在社会研究新学院任教。战后，他返回欧洲，并于伦敦交响乐团有着长期的合作。在生命的最后几年，他定居瑞士洛桑，并在伦敦去世。

## 曲目
尽管霍伦斯坦的曲目相当广泛，但人们对他的主要印象的是拥护现代音乐，以及对马勒和布鲁克纳的诠释。1929年，他指挥了阿尔班·贝尔格《抒情组曲》的三乐章弦乐改编版的首演。1930年他在作曲家的监督下在杜塞尔多夫歌剧院演出了贝尔格的《伍采克》。他还分别于1950年和1951年指挥了《伍采克》和雅纳切克的《死屋手記》在巴黎的首次演出。
他对布鲁克纳、马勒的指挥贯穿其整个职业生涯，并对卡尔·尼尔森有着持续的兴趣。这些作曲家尚不流行之时，霍伦斯坦便与他们相识。马勒第九交响曲的首次录音室录音、第二张商业唱片，就由霍伦斯坦于1952年录制（Vox发行）。几年后，他录制了布鲁克纳第九交响曲的初始版本。在生涯的不同阶段，他在录音室录制过马勒的几部交响曲，包括与伦敦交响乐团合作的第一和第三交响曲。他指挥的其他一些马勒交响曲及《大地之歌》也有广播录音。2000年前后，BBC传奇（BBC Legends）重新发行了一批霍伦斯坦的现场录音，包括他于1959年在皇家阿爾伯特音樂廳著名的马勒第八交响曲演出（不少人认为之后几年马勒在英国的繁荣源于此场音乐会），及1972年在曼彻斯特的《大地之歌》演出。近年来，Pristine Audio也重置了一些霍伦斯坦的录音。
在他生命的最后几年，霍伦斯坦还录制了罗伯特·辛普森的第三交响曲以及保羅·欣德米特和理查德·施特劳斯的音乐。他的歌剧录音包括尼尔森的《绍尔与大卫》（Saul og David）。1973年3月，他在英国科文特花园的皇家歌剧院演出了理查德·瓦格纳的《帕西法尔》，这是他最后一次歌剧演出。
1971年在明尼阿波利斯演出尼尔森的第五交响曲时，霍伦斯坦心脏病突发，被乐团首席在半空中救下。虽然医生警告他要减少工作量，但他未停止指挥。在他去世时，他正计划指挥马勒的第五、六、七交响曲。